# الخونس (الخندق)
الخونس هو دُوَّار يقع بجماعة أورتزاغ، إقليم تاونات، جهة فاس مكناس في المملكة المغربية. ينتمي الدوّار لمشيخة الخندق التي تضم 20 دواوير. يقدر عدد سكانه بـ 116 نسمة حسب الإحصاء الرسمي للسكان والسكنى لسنة 2004.

## روابط خارجية
- البوابة الوطنية للجماعات الترابية
- المندوبية السامية للتخطيط